# José Roberto Lopes Padilha
José Roberto Lopes Padilha (Três Rios, 12 de junho de 1952), conhecido como Zé Roberto, é um ex-futebolista brasileiro, que atuava como ponta-esquerda. Atualmente é colunista do Portal Poder360.
Foi campeão do Torneio de Cannes com a Seleção Brasileira Sub-20, em 1971. Defendeu Fluminense, Flamengo e o Santa Cruz, entre outros clubes.
Depois de encerrar a carreira, voltou para sua cidade natal, onde trabalhou como coordenador de esportes da prefeitura e técnico do Três Rios Futebol Clube. Escreveu os livros Futebol: a dor de uma paixão e À beira de um gramado de nervos.

## Títulos
Fluminense
- Campeonato Carioca[3]: 1971, 1973 e 1975
- Torneio Internacional de Verão do Rio de Janeiro de 1973

Flamengo
- Taça Geraldo Cleofas Dias Alves: 1976

Seleção Brasileira Sub-20
- Torneio de Cannes: 1971

## Carreira como Escritor
Depois de encerrar a carreira, José Roberto Padilha virou escritor, tendo lançado 5 livros.

### Livros Publicados
- 1988 - A Dor de uma Paixão – A trajetória de um atleta, suas dores e seus recomeços[4]
- 2000 - À Beira de um gramado de nervos
- 2010 - Crônicas de Um (Ex)Jogador
- 2017 - Memórias de Um Ponta-Esquerda[5]
- 2019 - Crônicas de uma saudade anunciada

### Prêmios e Indicações
| Ano  | Prêmio                                         | Categoria              | Trabalho Indicado          | Resultado         | Ref.  |
| ---- | ---------------------------------------------- | ---------------------- | -------------------------- | ----------------- | ----- |
| 2010 | I Prêmio João Saldanha de Jornalismo Esportivo | Escritores do Interior | Crônicas de Um (Ex)Jogador | Medalha de Bronze | [ 6 ] |